# Nagyvejke
Nagyvejke es un pueblo ubicado en el distrito de Bonyhád, en el condado de Tolna, Hungría.

## Superficie
Posee una superficie de 7,770 kilómetros cuadrados.

## Demografía
Hasta 2019 la población era de 149 habitantes, con una densidad de población de 19,18 habitantes por kilómetro cuadrado.